# مرجع واگذاری اعداد در اینترنت
مرجع واگذاری اعداد در اینترنت (به انگلیسی: Internet Assigned Numbers Authority) مخفف آیانا (به انگلیسی: IANA)، نهادی است که مسئولیت سرپرستی آدرس‌های پروتکل اینترنت (به انگلیسی: IP Address) و سیستم خودگردان (به انگلیسی: Autonomous System) تخصیص داده شده، مدیریت منطقه ریشه سامانه نام دامنه (به انگلیسی: DNS root zone)، ساختار رسانه‌ها در اینترنت (به انگلیسی: Internet Media Type) یا همان MIME type، و وظایف مربوط به پروتکل‌های اینترنتی دیگر را به عهده دارد. این کارها به وسیلهٔ آیکان اداره می‌شود.
پیش از برپایی آیکان برای این منظور، آیانا در ابتدا به وسیلهٔ جان پوستِل از مؤسسه علوم اطلاعات دانشگاه کالیفرنیای جنوبی، تحت قرارداد USC/ISI با وزارت دفاع ایالات متحده مدیریت می‌شد، تا اینکه آیکان برای دریافت این مسئولیت تحت قراردادی با وزارت بازرگانی ایالات متحده ایجاد شد.